# Lesákovití
Lesákovití (Cucujidae) jsou čeleď nápadně plochých brouků, vyskytujících se celosvětově pod kůrou odumřelých nebo odumírajících stromů. Čeleď zahrnuje asi 59 druhů zařazených ve čtyřech rodech.
Lesákovití mají ploché protáhlé tělo velikosti od 6 do 25 mm. Mnozí jsou zbarveni hnědě, některé druhy jsou černé, červené nebo žluté. Hlavu mají trojúhelnikovitého tvaru s většími kusadly (mandibula). Štítek (pronotum) je užší než hlava.
Larva i dospělý brouk jsou vázáni na odumřelé dřevo (jsou saproxyličtí). Ekologie není příliš známa.
Čeleď byla dříve větší, zahrnovala podčeledi Laemophloeinae, Silvaninae, Passandrinae a některé rody nadčeledi Tenebrionoidea, ale revize povýšila podčeledi na čeledi.

## Taxonomie
- rod Cucujus (Müller, 1764) – lesák – 15 druhů (v holarktické oblasti)
  - Cucujus cinnaberinus (Scopoli, 1763) – lesák rumělkový
  - Cucujus haematodes (Erichson, 1845) – podobný l. rumělkovému[2]
- rod Palaestes (Perty, 1830) – 8 popsaných druhů (v neotropické oblasti, tzn. Střední Amerika, Jiřní Amerika, Velké Antily, Malé Antily...)
- rod Pediacus (Shuckard, 1839) – 31 žijících druhů (převážně v holarktické oblasti, zasahuje do neotropické oblasti a Austrálie)
  - Pediacus depressus (Herbst, 1797); syn. Colydium depressum (Herbst in Jablonsky, 1797)
  - Pediacus dermestoides (Fabricius, 1792)
  - Pediacus fuscus (Erichson, 1845)
- rod Platisus (Erichson, 1842) – 5 druhů (v Austrálii a na Novém Zélandu); BioLib uvádí 7 druhů[3]

## Rozšíření druhů roduCucujus(lesák)
Horák a Chobot (2009) uvádějí, že z deseti známých druhů rodu Cucujus, jejichž výskyt mapovali, nalezli osm druhů výhradně v Asii a C. hematody v Eurasii. V Evropě se vyskytuje mezinárodně ohrožený druh C. cinnaberinus. V Severní Americe žije jediný druh, C. clavipes. Mnohé asijské druhy jsou v příslušné oblasti endemické. C. bicolor se vyskytuje v Nepálu, Indii a Myanmaru, C. chinensis v Číně, C. coccinatus v Japonsku a ve východním Rusku, C. grouvellei a C. kempi v Indii, C. nigripennis na Tchaj-wanu a C. mniszechi od Nepálu po Japonsko. Nové nálezy C. cinnaberinus pocházejí z Bulharska a Srbska a C. bicolor z Myanmaru, což je nejjižnější zaznamenaný výskyt rodu.